# ماستونک گل‌گره‌ای
ماستونک گل‌گره‌ای (نام علمی: Torilis nodosa) نام یک گونه از سرده ماستونک است.